# Steven P. Rose
Steven Peter Russell Rose (* 4. Juli 1938 in London; † 9. Juli 2025) war ein britischer Biologe und Professor für Biologie und Neurobiologie an der Open University und der University of London.

## Familie
Rose wuchs in einer orthodoxen jüdischen Familie in London auf. Sein Vater Lionel Rose, geborener Rosenberg, war ursprünglich Chemielehrer und arbeitete während des Zweiten Weltkrieges als Geheimdienstoffizier. Nach dem Krieg arbeitete Roses Vater zunächst für die Association of Jewish Ex-Servicemen and Women und gründete dann eine Werbeagentur, die nach seinem Tode 1959 von Roses Mutter, Ruth Rose, geborene Waxman, geleitet wurde. Ruth Rose hatte sich zunächst auf Haushalt und Kinder konzentriert, bevor sie mit ihrem Mann die Agentur geleitet hatte. Sein Bruder ist der Soziologe Nikolas Rose. Er war eng befreundet mit Leon J. Kamin.
1960 traf Steven Rose bei einem Treffen der New Left Review die Soziologin, junge Witwe und Mutter eines Sohnes Hilary Chantler, geborene Channel. Das Paar heiratete 1961, aus der Ehe ging ein weiterer Sohn, Ben Rose, hervor.

## Leben
Steve Rose besuchte mit einem Stipendium Haberdashers’ Aske’s Boy School in Cricklewood in Nordlondon. Er studierte dann mit einem Stipendium Biochemie am King’s College in Cambridge und danach Neurobiologie an der Universität Cambridge. Er war bereits als Student politisch aktiv und beteiligte sich etwa an gewaltsamen Demonstrationen gegen die Suezkrise. Am Institut für Psychiatrie der Universität Cambridge untersuchte Rose im Rahmen seiner Dissertation Gewebeschnitte von Rinderhirnen. Dann ging Rose kurz an die Universität Oxford und forschte 1964 bis 1969 am Imperial College London. 1969 wurde er zum ersten Biologieprofessor der Open University Bergen, eine Position, von der er 1999 emeritierte. Rose hatte die Fakultät für Life and Science begründet und geleitet.

## Werk
Für Rose hingen seine wissenschaftliche Arbeit und seine von einem die Sowjetunion ablehnenden Marxismus geprägten politischen Überzeugungen zusammen. Er vertrat die Auffassung, dass man in einer demokratischen Gesellschaft Wissen und insbesondere naturwissenschaftliches Wissen teilen müsse. Er sah Wissenschaft zwar als Weg, die Welt zu erklären, war aber kritisch bezüglich der Verbindung von Wissenschaft und Staat. Rose räumte auch ein, dass Naturwissenschaften nicht immer die besten Antworten für menschliches Verhalten geben. Er bezeichnete sich selbst als Atheisten.
1966 veröffentlichte er The Chemistry of Life, in dem er allgemeinverständlich den Stand der Biochemie darstellte.
Er begann bereits in seiner Zeit an der Universität Cambridge, sich mit der biochemischen Arbeitsweise des Gehirns zu befassen. Er vertrat als Neurowissenschaftler die These, dass Lernprozesse nachweisbare molekulare Auswirkungen auf das lernende Gehirn haben. In den 1970ern kritisierte er die Auffassung, dass Intelligenztests eine angeborene allgemeine Intelligenz messen könnten. Er setzte sich dabei in Widerspruch zum Insektenkundler und Sozialbiologen Edward O. Wilson sowie später zu dem Evolutionstheoretiker Richard Dawkins und dem Neurowissenschaftler Steven Pinker.
Rose schrieb zusammen mit Richard Lewontin und Leon J. Kamin das 1984 erschienene und kontrovers diskutierte Buch Not in Our Genes. Er wandte sich auf marxistischer Grundlage gegen die These, dass Menschen genetisch vorbestimmt seien, sondern vertrat die Ansicht, dass Geschichte und Gesellschaft bei der Bildung des Individuums mindestens gleichberechtigt beteiligt seien.
Außerdem befasste er sich mit der Entstehung der Alzheimer-Krankheit. 2000 erschien sein Buch Darwins gefährliche Erben.

## Politisches Engagement
Rose war Sozialist. Er hat häufig die Palästinenser-Politik des Staates Israel kritisiert und wurde von einigen Personen als Antizionist betrachtet.

## Veröffentlichungen (Auswahl)
- Not in our Genes: Biology, Ideology and Human Nature. Penguin Books, Harmondsworth, Middlesex 1985.
- The Making of Memory. Bantam Books, Toronto 1993.
- Darwins gefährliche Erben: Biologie jenseits der egoistischen Gene. Beck, München 2000, ISBN 978-3-406-45907-8.
- mit Hilary Rose: Alas, Poor Darwin: Arguments against Evolutionary Psychology. Vintage, London 2001, ISBN 0-09-928319-0.
- Lifelines. 2005, ISBN 0-09-946863-8.
- The 21st Century Brain. 2005, ISBN 0-224-06254-9.
- The Future of the Brain: The Promise and Perils of Tomorrow’s Neuroscience. 2005, ISBN 0-19-515420-7.
- mit Hilary Rose: Genes, Cells and Brains: Bioscience's Promethean Promises. with Hilary Rose, Verso 2012, ISBN 1-84467-881-4.
- mit Hilary Rose: Can Neuroscience Change Our Minds? Polity 2016 ISBN 978-0-7456-8931-9.